# Bild im Bild

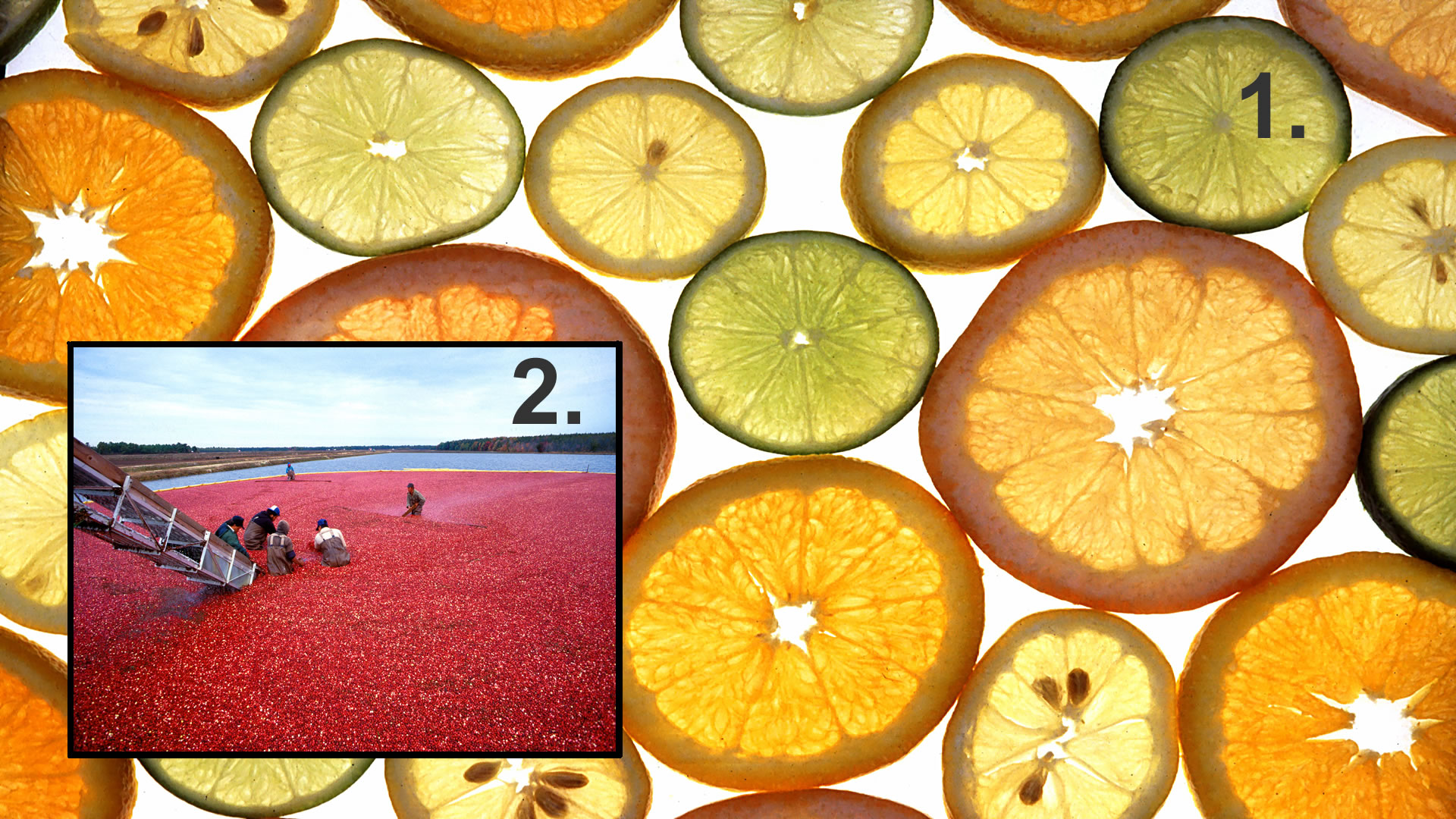
Bild im Bild (durch Fotomontage erstellt)

Bild im Bild (BiB, oder PiP für engl. Picture in Picture) ist ein in das Fernsehbild eingefügtes verkleinertes zweites Fernsehbild oder ein eingefügter Ausschnitt davon.
Ohne das laufende Programm bzw. einen Video- oder DVD-Film unterbrechen zu müssen, ermöglicht es die Bild-im-Bild-Funktion in einem Vorschaubild auf einen anderen Fernsehkanal umzuschalten.
Für die Bild-im-Bild-Darstellung benötigt der Empfänger entweder eine zweite AV-Quelle (AV-PIP) oder einen zweiten Tuner (2-Tuner-PIP). Verwendung findet das System vor allem bei Fernsehgeräten, aber auch bei digitalen Satelliten-Receivern mit Doppeltuner, manchen Computermonitoren, digitalen TV-Karten und bei interaktiven Fähigkeiten der HD-Medien, wie der Blu-ray Disc.
Mithilfe von Bild im Bild können z. B. Werbepausen überbrückt werden, indem man auf ein Alternativprogramm wechselt und im kleinen Vorschaufenster das ursprüngliche Programm laufen lässt. Inzwischen kann das aber mit Hilfe von zeitversetztem Fernsehen umgangen werden.

Symbol für Bild im Bild nach IEC 60417

Eine ähnliche Funktion bietet auch Split Screen.